# Kalbreyeriella
Kalbreyeriella, segundo o Sistema APG II, é um gênero botânico da família Acanthaceae.
O género foi descrito por Gustav Lindau e publicado em Notizblatt des Botanischen Gartens und Museums zu Berlin-Dahlem 8: 143. 1922. A espécie-tipo é Kalbreyeriella rostellata Lindau.
Trata-se de um género reconhecido pelo sistema de classificação filogenética Angiosperm Phylogeny Website.

## Espécies
O género apresenta 4 espécies herbáceas.
- Kalbreyeriella cabrerae
- Kalbreyeriella gigas
- Kalbreyeriella rioquebradasiana
- Kalbrayeriella rostellata

## Classificação do gênero
| Sistema | Classificação                       | Referência            |
| ------- | ----------------------------------- | --------------------- |
| APG II  | Ordem Lamiales, família Acanthaceae | APweb, versão 9, 2008 |